# Диброва (Яворовский район)
Диброва (укр. Діброва) — село в Ивано-Франковской поселковой общине Яворовского района Львовской области Украины.
Население по переписи 2001 года составляло 47 человек. Занимает площадь 0,353 км². Почтовый индекс — 81082. Телефонный код — 3259.